# Melderpflücker
Der Melderpflücker ist ein Gerät zum Warten von Brandmeldern und besteht aus mehreren ausziehbaren Stangen aus leichtem Material, um Rauchmelder in Höhen von ca. fünf bis zehn Metern zu erreichen.

## Beschreibung
Wesentlicher Bestandteil ist ein passgenauer Adapter, der den Rauchmelder greift, herausdreht und ablöst, um ihn beispielsweise zu reinigen oder zu ersetzen. Durch Einsatz eines anderen Adapters an der Spitze der Stangen kann auch sogenanntes Prüfgas zur Funktionsprobe eingesetzt werden.
Die Instandhaltung (3× Inspektion und 1× Wartung pro Jahr) der Brandmelder einer Brandmeldeanlage erfolgt nach den Richtlinien der DIN 14675. In den technischen Anschlussbedingungen für Brandmeldeanlagen wird die Instandhaltung zwingend gefordert.